# Gordon Thomas (ciclista)
Gordon Thomas (Shipley, Yorkshire, 18 d'agost de 1921 - 10 d'abril de 2013) va ser un ciclista anglès, que va córrer durant els anys centrals del segle xx.
El 1948 va prendre part en els Jocs Olímpics de Londres de 1948, en què guanyà la medalla de plata en la contrarellotge per equips, junt als seus compatriotes Ian Scott i Robert John Maitland.

## Palmarès
- 1948
  -  Medalla de plata en la contrarellotge per equips dels Jocs Olímpics de Londres
- 1950
  -  Campió britànic en ruta (NCU)
- 1952
  - Vencedor d'una etapa del Tour of Britain
- 1953
  - 1r al Tour of Britain i vencedor d'una etapa